# Bryoporus cernuus
Bryoporus cernuus är en skalbaggsart som först beskrevs av Johann Ludwig Christian Gravenhorst 1806.  Bryoporus cernuus ingår i släktet Bryoporus, och familjen kortvingar. Arten är reproducerande i Sverige.